# Morgan Schild
Morgan Schild (Rochester (New York), 25 augustus 1997) is een Amerikaanse freestyleskiester, gespecialiseerd op het onderdeel moguls. Ze vertegenwoordigde haar vaderland op de Olympische Winterspelen 2018 in Pyeongchang.

## Carrière
Bij haar wereldbekerdebuut, in maart 2014 in La Plagne, scoorde Schild direct haar eerste wereldbekerpunten. In januari 2015 behaalde de Amerikaanse in Deer Valley haar eerste toptienklassering in een wereldbekerwedstrijd. Op 1 maart 2015 boekte ze in Tazawako haar eerste wereldbekerzege. Op de wereldkampioenschappen freestyleskiën 2017 in de Spaanse Sierra Nevada eindigde Schild als dertiende op het onderdeel dual moguls en als negentiende op het onderdeel moguls. Tijdens de Olympische Winterspelen van 2018 in Pyeongchang eindigde de Amerikaanse als vijftiende op het onderdeel moguls.

## Resultaten

### Olympische Winterspelen
| Jaar | Plaats      | Resultaten |
| ---- | ----------- | ---------- |
| 2018 | Pyeongchang | 15e Moguls |

### Wereldkampioenschappen
| Jaar | Plaats        | Resultaten                 |
| ---- | ------------- | -------------------------- |
| 2017 | Sierra Nevada | 13e Dual Moguls 19e Moguls |

### Wereldbeker
Eindklasseringen
| Seizoen   | Algm | MO  |
| --------- | ---- | --- |
| 2013/2014 | 217e | 50e |
| 2014/2015 | 38e  | 12e |
| 2016/2017 | 68e  | 17e |
| 2017/2018 | 58e  | 11e |
| 2018/2019 | 126e | 25e |

Wereldbekerzeges
| Datum           | Plaats      | Onderdeel   |
| --------------- | ----------- | ----------- |
| 1 maart 2015    | Tazawako    | Dual Moguls |
| 2 februari 2017 | Deer Valley | Moguls      |